# Ludovico Maria Sinistrari
Ludovico Maria Sinistrari (Ameno, 1622. február 26. – 1701) olasz ferences rendi pap, író, ördögűző.

## Élete
Az olaszországi Amenoban született, majd Páviában tanult és 1647-ban belépett a Ferences rendbe. Filozófiát és teológiát tanított Páviában, ahol hírnevet szerzett és számos tanítványát ez vonzotta szakterületére.
Sinistrari a Római és Egyetemes Inkvizíció Szent Kongregációja tanácsadója volt. Az ördögűzés szakértőjének tartották, továbbá leírta különféle növények és anyagok hatásait (ördögűzés szempontjából) ideértve a jávai borsot, a kardamomot, a gyömbért és a szerecsendiót. A démonológia, szexualitással kapcsolatos bűnök (beleértve az egyes személyek démonokkal való közösüléssel való vádját is) szakértőjének is számított. A felsorakoztatott vádak összekapcsolódtak az inkvizíció boszorkánysággal kapcsolatos vádjaival.
Nem meglepő módon, "tanácsai" számos alkalommal a Római katolikus egyház ellenségei felé irányultak, így például Luther Mártonnal kapcsolatos tájékoztatása is, akit "démonfajzatnak" nevezett.

## Művei
Sinistrari termékeny író is volt, akinek a művei a XVII. századi inkvizíció gondolkodásmódjának keretét képezték, különösen az incubus, a succubus és más démoni lények kapcsán, melyekről úgy gondolták, hogy a Földön bolyonganak, továbbá a szexualitás gyakorlása terén, melyet bűnnek tekintettek. Művei:
- De Daemonialitate et Incubis et Succubis (Démoni közösülés, avagy az incubusok és a succubusok).
- Fajtalanság, mely a szexuális bűnökkel foglalkozik, különösen a homoszexualitással.
- Peccatum Mutum (Szótlan bűn), mely 1893-ban került publikálásra, és amely a szodómiával foglalkozik.
- De Delictis et Poenis Tractatus Absolutissimus (Bűnök és büntetések legteljesebb leírása), melyet 1688-ban kezdett írni és 1700-ban fejezett be, egy évvel halála előtt. Annak ellenére, hogy a Ferences rend kérte fel a megírására, "általános közösségi büntető törvénykönyv" céljára és amellett, hogy Sinistrari az inkvizíciónak dolgozott, 1709-ben tiltólistára tették és betiltották a könyvet.